# Strömstad (đô thị)
Đô thị Strömstad (Strömstads kommun) là một đô thị ở hạt Västra Götaland ở phía tây Thụy Điển. Thủ phủ là thành phố Strömstad. Cách thủ đô Stockholm khoảng 300 km về phía tây.
Đô thị này có địa giới như hiện nay vào năm 1967 khi thành phố Strömstad đã được sáp nhập với 2 đô thị nông nghiệp Tjärnö và Vette. Vette được lập năm 1952 từ 4 đơn vị cũ.
Đô thị Strömstad nằm ở biên giới với Na Uy.
Strömstad gần biên giới Na Uy, và có một số tàu ferry kết nối với thành phố hải cảng Oslo ở Na Uy, làm cho nó trở thành một điểm chuyển tiếp quan trọng cho du khách đến Na Uy.

## Các đơn vị dân cư trực thuộc
- Kebal
- Skee
- Strömstad (thủ phủ)